# Steropleurus andalusius
Steropleurus andalusius is een rechtvleugelig insect uit de familie van de sabelsprinkhanen (Tettigoniidae). De wetenschappelijke naam van deze soort is voor het eerst voorgesteld als Ephippiger andalusius door Jules Pierre Rambur in een publicatie uit 1838.

## Verspreiding
Deze soort komt in Zuidoost-Spanje.

## Ondersoorten
- Steropleurus andalusius andalusius (Rambur, 1838)
  - = Ephippiger scabricollis (Rambur, 1838)
- Steropleurus andalusius levantinus (Bolívar, 1908)
  - = Uromenus (Steropleurus) andalusius var. levantinus (Bolívar, 1908)
  - = Ephippigera andalusica var. levantina Bolívar, 1908